# Karel Raška (epidemiolog)
Karel Raška (17. listopadu 1909, Strašín, okres Klatovy – 21. listopadu 1987, Praha) byl český voják, lékař a epidemiolog, zakladatel moderní československé epidemiologie a jedna z klíčových osobností globálního vymýcení pravých neštovic.

## Lékařská kariéra
Po maturitě na gymnáziu v Sušici nastoupil studium medicíny na Lékařské fakultě Univerzity Karlovy. Již jako student projevoval zájem o mikrobiologii a epidemiologii a po celou kariéru považoval tyto dva obory za úzce propojené. Studium úspěšně dokončil v roce 1933, v roce 1948 se habilitoval a v roce 1955 byl jmenován profesorem.
V roce 1945 spolu s Františkem Patočkou osobně řídil opatření proti šíření epidemie skvrnitého tyfu, která na sklonku druhé světové války vypukla v koncentračním táboře Terezín. Zde také společně sepsali zprávu o poměrech v Malé pevnosti a mimořádně brutálním zacházení se zde vězněnými Němci a svými protesty přiměli vládu k výměně vedení tábora.
V roce 1952 nastoupil na místo ředitele nově založeného pražského Ústavu epidemiologie a mikrobiologie, stál také u zrodu Lékařské fakulty hygienické Univerzity Karlovy (dnešní 3. lékařská fakulta). Studoval ohniska moru v oblastech Sovětského svazu, Indie a Číny. Prosadil v Československu diagnostiku Rh-faktoru a léčbu fetální erytroblastózy pomoci krevních transfúzí (bylo tak jednou z prvních zemí v Evropě, která tyto metody zavedla).
V roce 1963 se stal ředitelem sekce infekčních nemocí Světové zdravotnické organizace. O čtyři roky později zahájil eradikační program proti pravým neštovicím a během dvou let se jeho týmu podařilo nemoc vymýtit ve dvaceti nejpostiženějších afrických státech. Byl autorem konceptu epidemiologické bdělosti (surveillance), kterou Světová zdravotnická organizace přijala v roce 1968 mezi základní epidemiologické metody svého celosvětového působení. Byl důležitou postavou i řady lokálních eradikačních programů v Československu, zejména pokud šlo o potlačení dětských nemocí; podařilo se mu výrazně omezit výskyt černého kašle, záškrtu, dětské obrny nebo spály, pro jejíž léčbu prosadil ve své době revoluční použití penicilinu.
V roce 1970 byl na nátlak komunistického režimu odvolán z vedení Ústavu epidemiologie a mikrobiologie a v roce 1972 donucen odejít do penze, byl mu dokonce zakázán vstup do nově vznikajícího Institutu hygieny a epidemiologie. Hlavním důvodem byla nevraživost tehdejšího českého ministra zdravotnictví Jaroslava Prokopce, způsobená předchozím Raškovým odhalením Prokopcova plagiátu při kandidátské práci (výsledky práce byly zfalšovány tak, že vyzněly jako kazuistiky pacientů, ačkoliv šlo pouze o aplikace na mrtvých tkáních).
Jeho manželkou byla Helena Rašková, česká farmakoložka. Měli spolu dva syny, profesory Karla Rašku – molekulárního imunologa a virologa – a Ivana Rašku – buněčného biologa.

## Dílo
- Serologické vyšetřování krví ve sporech o určování otcovství. 1. vyd. Praha: Spolek českých lékařů, 1944. 34 s.

## Ocenění
V roce 1984 mu Anglická královská lékařská společnost udělila Jennerovu medaili, která je v oblasti boje proti infekčním chorobám považována za nejprestižnější ocenění na světě.
Dne 28. 9. 2020 mu byla in memoriam ve Státní opeře v Praze udělena Čestná cena Neuron od Nadačního fondu Neuron za činy a výzkumy, které přispěly k celosvětovému vymýcení černých neštovic.
V roce 2021 byl oceněn Milošem Zemanem udělením Řádu Tomáše Garrigua Masaryka.